# Napoleonaea heudelotii
Napoleonaea heudelotii là một loài thực vật có hoa trong họ Lecythidaceae. Loài này được A.Juss. mô tả khoa học đầu tiên năm 1844.